# رائول مارتینز
 رائول مارتینز گارسیا (زاده ۲۷ ژوئن ۱۹۹۱ در الچه)، تکواندوکار اهل اسپانیا است.   او دارنده نشان طلای مسابقات تکواندو وزن ۸۰ کیلوگرم مردان در بازی‌های مدیترانه ۲۰۱۸ است. 
وی نماینده اسپانیا در کلاس ۸۰ کیلوگرم مردان در المپیک تابستانی ۲۰۲۰ خواهد بود. 